# Frank Stack
Frank Stack (ur. 1 stycznia 1906 w Winnipeg, zm. 25 stycznia 1987 tamże) – kanadyjski łyżwiarz szybki, brązowy medalista olimpijski.

## Kariera
Największy sukces w karierze Frank Stack osiągnął w 1932 roku, kiedy zdobył brązowy medal na dystansie 10 000 m podczas igrzysk olimpijskich w Lake Placid. W zawodach tych wyprzedzili go jedynie Amerykanin Irving Jaffee oraz Norweg Ivar Ballangrud. Na tych samych igrzyskach był też czwarty w biegach na 500 i 1500 m oraz siódmy w biegu na 5000 m. Po zakończeniu II wojny światowej wrócił do sportu. W 1948 roku, w wieku 42 lat wystąpił na igrzyskach w Sankt Moritz, zajmując szóste miejsce na dystansie 5000 m i 27. miejsce w biegu na 1500 m. Wziął także udział w rozgrywanych cztery lata później igrzyskach w Oslo, gdzie był dwunasty w biegu na 500 m. Nigdy nie wystąpił na mistrzostwach świata.